# Патрік С. Мур
Патрік С. Мур (англ. Patrick S. Moore, нар. 21 жовтня 1956, Сіетл, Вашингтон США) — ірландський та американський вірусолог та епідеміолог, який спільно зі своєю дружиною Юань Чанг відкрили, два різні віруси людини, один спричиняє саркому Капоші, (Саркома Капоші при ВІЛ-інфекції дає підставу для діагностування її IV клінічної стадії — СНІДу), другий — ракові клітини карциноми Меркель.

## Нагороди та визнання
- 1989:Langmuir Prize
- 1997:Маєнбурзька премія[en]
- 1998:Премія Роберта Коха[en]
- 2003:Премія Мотта[en][1]
- 2009:Carnegie Life Sciences Award
- 2010:член Американська академія мікробіології[en]
- 2012:член Національної академії наук США[2]
- 2012:Премія Марджорі Стівенсон[en] разом з його дружиною від Товариства мікробіології[en][3]
- 2017:Clarivate Citation Laureates
- 2017:Премія Пауля Ерліха та Людвіга Дармстедтера[en]
- 2017:Премія Пассано[en]